# Leif Hansson
Leif Anders Valfrid Hansson (nascido em 18 de março de 1946) é um ex-ciclista sueco que competia em provas de estrada.

## Carreira
Competiu nos Jogos Olímpicos de Verão de 1972 em Munique, onde fez parte da equipe sueca que terminou em sexto lugar nos 100 km contrarrelógio por equipes. Também competiu nos Jogos Olímpicos de Montreal 1976, não obtendo sucesso.